# Christian Audigier

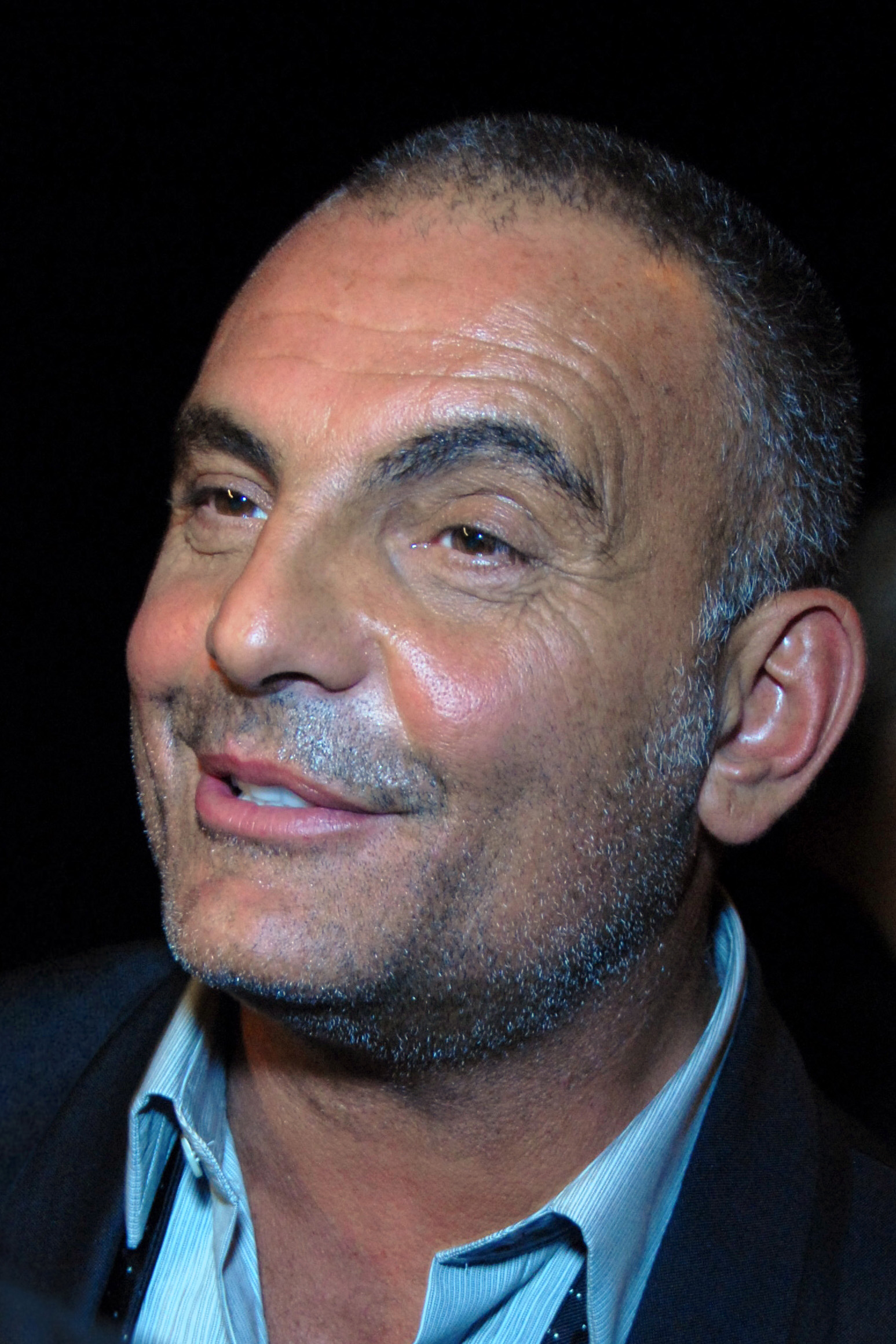
Francuski projektant mody Christian Audigier

 Christian Audigier (ur. 21 maja 1958 w Awinionie, zm. 10 lipca 2015 w Los Angeles) – francuski projektant mody i przedsiębiorca. Projektował odzież dla takich marek jak Lee, Liberto, Kookai, Von Dutch i Naf Naf.
Zmarł w 2015 roku na mielodysplazję szpiku.